# Сірий токо
Сірий токо (Ocyceros) — рід птахів родини птахів-носорогів (Bucerotidae). Відомо 3 види. Поширені в Південній Азії.

## Опис
Це маленькі азійські птахи-носороги з вигнутими трикутними дзьобами і сірим оперенням. У них чорні та сірі кільця під очами, а очі зазвичай темні з чорними райдужками. Усі види мають різнокольорові дзьоби: індійський токо має темно-сірий дзьоб, шрі-ланкський — блідо-жовтий, а малабарський — має жовтувато-помаранчевий.

## Класифікація
- Токо малабарський (Anorrhinus griseus)
- Токо цейлонський (Anorrhinus gingalensis)
- Токо індійський (Anorrhinus birostris)